# NGC 2879
NGC 2879 é um asterismo na direção da constelação de Hydra. O objeto foi descoberto pelo astrônomo Heinrich d'Arrest em 1865, usando um telescópio refrator com abertura de 11 polegadas. 